# Gonomyia kurokawae
Gonomyia kurokawae là một loài ruồi trong họ Limoniidae. Chúng phân bố ở miền Cổ bắc.